# Tout se passe la nuit
Pour plus de détails, voir Fiche technique et Distribution.
Tout se passe la nuit (Everything Happens at Night) est un film américain en noir et blanc, réalisé par Irving Cummings et sorti en 1939.

## Synopsis
Geoffrey Thompson, un Américain, et Ken Morgan, un Anglais, sont des reporters de journaux rivaux. Ils sont tous deux envoyés dans un village suisse isolé pour retrouver le lauréat du prix Nobel, le Dr Hugo Norden, qui s'est échappé d'un camp de concentration et qui aurait été tué ; mais des rumeurs circulent selon lesquelles il vivrait dans le village. Arrivés au village, les deux hommes rencontrent Louise, une jeune femme dont ils tombent amoureux. Il s'avère que Louise est la fille du Dr Norden...

## Fiche technique
- Titre français : Tout se passe la nuit
- Titre original : Everything Happens at Night
- Réalisation : Irving Cummings
- Scénario : Art Arthur, Robert Harari, F. Scott Fitzgerald
- Producteur : Harry Joe Brown
- Société de production : 20th Century Fox
- Photographie : Edward Cronjager, Lucien N. Andriot
- Montage : Walter Thompson
- Musique : Cyril J. Mockridge, David Buttolph
- Costumes : Royer
- Pays de production : États-Unis
- Langue : anglais
- Format : Noir et blanc - Son : Mono (Western Electric Mirrophonic Recording)
- Genre : Comédie dramatique
- Durée : 78 min
- Dates de sortie : 
  - États-Unis : 22 décembre 1939
  - France : 10 avril 1940

## Distribution
- Sonja Henie : Louise Norden
- Ray Milland : Geoffrey Thompson
- Robert Cummings : Ken Morgan
- Maurice Moscovitch : Dr Hugo Norden
- Leonid Kinskey : Groder
- Alan Dinehart : Fred Sherwood
- Fritz Feld : Gendarme
- Jody Gilbert : Hilda
- Victor Varconi : Cavas
- William Edmunds : Hotel Clerk
- George Davis : Bellhop
- Paul Porcasi : Pierre – Bartender
- Michael Visaroff : Otto – Woodcutter
- Eleanor Wesselhoeft : Woodcutter's Wife
- Christian Rub : Telegrapher
- Ferdinand Munier : Conductor
- Holmes Herbert : Featherstone
- Rolfe Sedan : Waiter
- Frank Reicher : Pharmacist
- John Bleifer : Second Sled Driver
- Wolfgang Zilzer : Thief

## Source
- Tout se passe la nuit sur EncycloCiné